# Francesco Somaini (sculpteur italien)
Ne doit pas être confondu avec le sculpteur suisse Francesco Somaini
Pour les articles homonymes, voir Somaini.
Francesco Somaini, né le 6 août 1926 à Lomazzo et mort le 19 novembre 2005 à Côme, est un sculpteur italien.
En 2021, sous le patronage de la Région Lombardie, le musée dédié au sculpteur Francesco Somaini a été inauguré au Corso di Porta Vigentina 31 dans le centre historique de Milan, sous le nom de Museo Somaini.

## Biographie
Francesco Somaini est né à Lomazzo (Côme) le 6 août 1926. Il suit les cours de Giacomo Manzù à l'Académie des Beaux-Arts de Brera et débute en 1948 à l'Exposition nationale des Arts figuratifs, promue par la Quadriennale de Rome. Il est diplômé en droit de l'université de Pavie en 1949. Et en 1950, il participe pour la première fois à la Biennale de Venise. Après une période de réflexion sur les expériences de la sculpture contemporaine internationale, il s'intéresse à l'abstractionnisme et, au milieu des années 1950, atteint une autonomie de langage avec des sculptures réalisées en « conglomérat ferrique » (Canto Aperto, Forza del nascere), art œuvre qui marque son entrée dans le Mouvement de l'art concret (MAC) et prélude à la grande période informelle.

## Production artistique

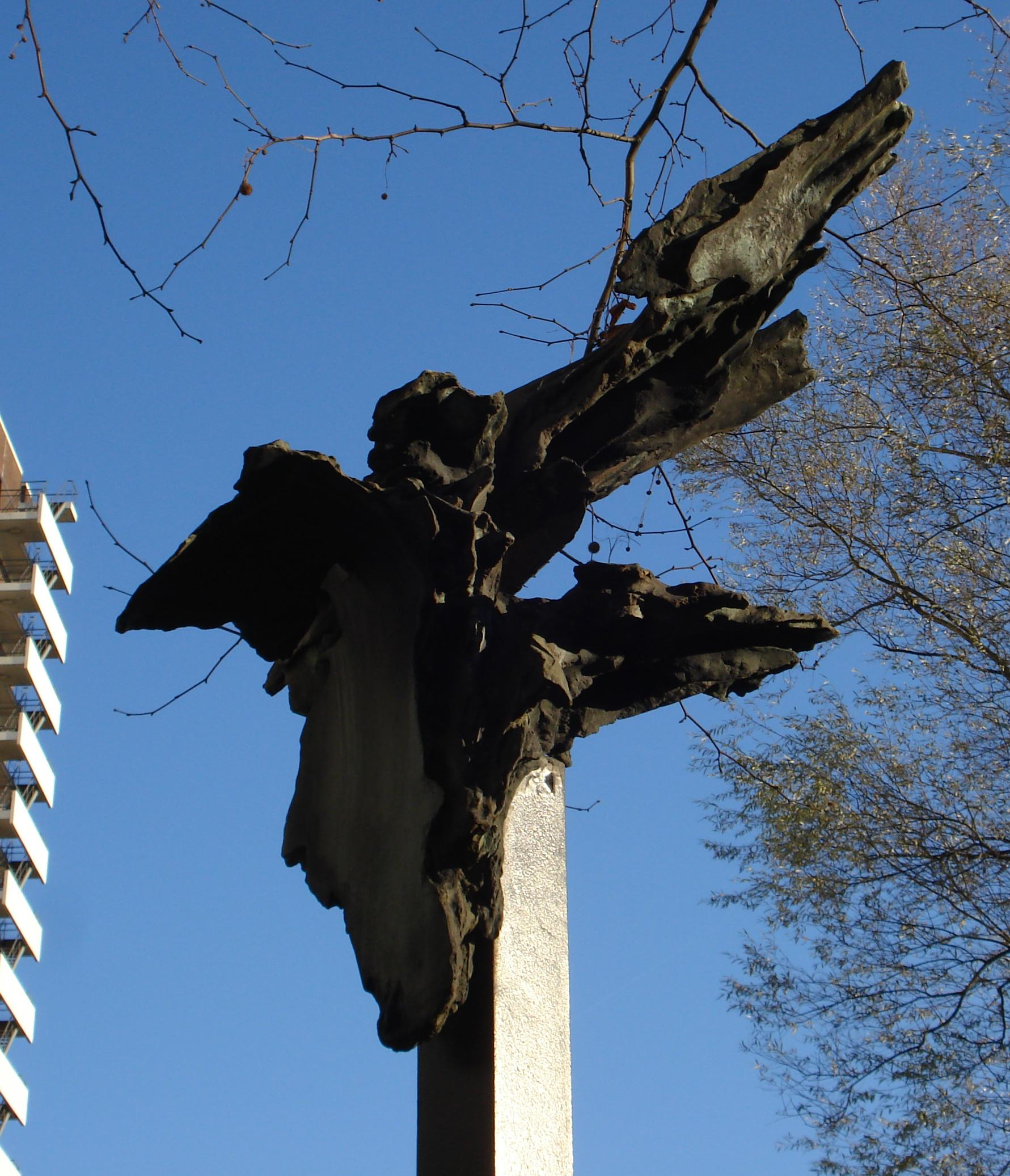
Fr. Somaini, sans titre (1966),
à Rotterdam (Pays-Bas).

L'activité de Somaini ne se limite pas au domaine de la sculpture : elle se caractérise par une importante production de dessins et de peintures, souvent finalisée à l'étude projectuelle d'œuvres sculpturales. L'artiste expérimente également de nouveaux moyens d'expression tels que la photographie (avec la réalisation de photomontages liés pour la plupart à sa réflexion sur les métropoles modernes, 1974-1980) et la performance live (action à Brême, 1986). Il convient également de mentionner l'activité du sculpteur depuis les années 1950 dans le domaine architectural en collaboration, entre autres, avec Luigi Caccia Dominioni, Ico Parisi et Ignazio Gardella.
Certaines des œuvres les plus importantes de Somaini se trouvent dans les principaux musées des États-Unis, d'Allemagne, des Pays-Bas, d'Autriche, d'Italie, de la Cité du Vatican, de Belgique, de Finlande, du Brésil et de Serbie. D'autres sont situées dans des espaces publics aux États-Unis, en Italie, au Royaume-Uni, au Japon, en Nouvelle-Zélande, aux Pays-Bas et en Suisse.